# Linea di terra. Viaggio in Sicilia per treni e stazioni
(Andrea Camilleri, Il casellante, incipit)
Linea di terra. Viaggio in Sicilia per treni e stazioni è un libro fotografico di Angelo Pitrone valorizzato dai testi a commento di Roberta Valtorta e Franco La Cecla, e da un'intervista di Gaetano Savatteri ad Andrea Camilleri.

## L'opera

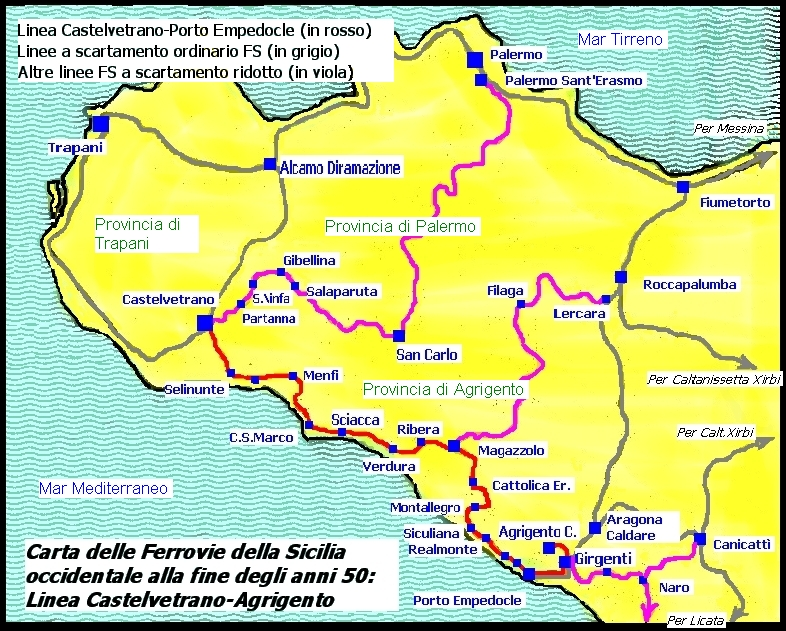
La tratta Castelvetrano - Porto Empedocle

L'obiettivo della macchina fotografica di Pitrone realizza una commistione di vecchio e nuovo, rappresentata da paesaggi che sembrano risalire ai tempi più antichi di una Sicilia arida ed africana dai colori gialli del deserto, alle zone densamente popolate dove il panorama sembra scomparire dietro la fitta grigia rete di edifici.
In questo libro fotografico di Pitrone s'inserisce un racconto nostalgico dedicato al treno da Camilleri, ancor oggi un affezionato utente delle ferrovie. I suoi ricordi riguardano soprattutto le linee ferroviarie siciliane che nella loro antica trascuratezza hanno conservato un fascino che è rimasto quasi immutato nel tempo.
È la Sicilia dell'adolescente Camilleri quella che riaffiora in questa intervista a commento delle foto di Pitrone.
Un paesaggio quello fotografato che così appariva dal finestrino del treno sulla linea tra Licata e Butera e che si presentava agli occhi del giovane Camilleri fatto di contrasti tra zone verdi di vegetazione e zone desertiche che richiamano alla memoria le parole di Sciascia:
(Leonardo Sciascia, Mare colore del vino)

### Il treno nella letteratura siciliana
(Gaetano Savatteri, Intervista ad Andrea Camilleri in Linea di terra. Viaggio in Sicilia per treni e stazioni)
Un lungo percorso punteggiato da piccole stazioni, riprese con amore e senso di desolazione dagli scatti di Pitrone. una volta brulicanti di vita, ora appaiono chiuse ed abbandonate. Stazioni dai nomi musicali e suggestivi: Acquaviva Platani, Fiumetorto, Roccapalumba, Caltanissetta Xirbi che non a caso hanno da tempo attirato l'interesse poetico di scrittori come il Verga de "I Malavoglia", dove il treno simboleggia i danni della modernità, il De Roberto di "Paradiso perduto", in cui il viaggio in una semioscura carrozza ferroviaria diviene una simbolica discesa agli inferi, il Vittorini di "Conversazione in Sicilia",
(Elio Vittorini, Conversazioni in Sicilia)
l'Antonio Russello di Il singhiozzo dei treni per i monti; il Mino Blunda, l'autore di un radiodramma che richiama nel titolo il futurismo Per la potenza del vapore e la rapidità dell´elettrico, e lo Sciascia che nel Mare colore del vino e in Occhio di capra racconta l'aneddoto di don Camillo Picataggi, siciliano scettico ed ignorante, che, nel 1880 al passaggio del primo treno dalla stazione ferroviaria di Racalmuto, esclamò: «Nun mi futtinu: dintra ci su´ li cavaddri», (Non me la fanno: dentro ci sono i cavalli).

### I ricordi di Camilleri
L'intervista di Camilleri e i testi di Valtorta e Cecla fanno da controcanto alle forti immagini di Pitrone che si soffermano su passaggi a livello, silos, binari, torri d´acqua, vagoni abbandonati che, come osserva il romanziere, sono lo stimolo ai suoi ricordi di viaggiatore:
Camilleri ricorda che il trenino a scartamento ridotto che egli prendeva per andare a Palermo per acquistare, con i suoi risparmi, i nuovi libri pubblicati, era composto da due carrozze agganciate alla locomotiva a vapore. Ogni vettura, dotata di una verandina con delle tende a tinte vivaci per ripararsi dal sole, era divisa in prima e terza classe con i sedili di legno. Non vi erano carrozze di seconda come nel resto delle ferrovie del regno d'Italia. Sembrava si volesse dire che in Sicilia o si era poveri o ricchi: non c'era una via di mezzo. Poiché nessuno voleva apparire ricco, la prima classe era sempre vuota.
D'estate quasi tutti i passeggeri si sistemavano sulla verandina e quando il trenino quasi si fermava per percorrere i tratti in salita, i viaggiatori più giovani ne approfittavano per scendere dal treno e andarsi a tuffare nel mare a pochi metri dalla strada ferrata, asciugandosi poi durante il cammino per risalire sul trenino che, affannosamente, nel frattempo aveva compiuto pochi metri.
Camilleri racconta che l'importante non era arrivare, ma il viaggio in sé, e ricorda la fatalistica rassegnazione dei viaggiatori siciliani disposti ad adeguarsi ad un viaggio interrotto e sempre diverso. Una volta per un guasto il trenino dovette fermarsi in una di quelle stazioni dove si sentono frinire le cicale e che, situati in vicinanza della costa, sembrano stabilimenti balneari: i viaggiatori si dispersero nella campagna a raccogliere papaveri mentre la moglie del capostazione, durante la lunga sosta, offrì acqua, vino e pane e tuma fresca a tutti i passeggeri.
Il progresso comunque avanzava anche nell'Italia fascista: il trenino fu sostituito dalle littorine modificate per il ridotto scartamento. Al viaggio inaugurale alla presenza delle autorità cittadine e dei gerarchi in divisa, la littorina partì così velocemente da lasciare a bocca aperta i viaggiatori ma dopo pochi metri deragliò senza conseguenze tragiche. Si pensò ad un errore del macchinista che aveva affrontato la prima curva a velocità troppo elevata. Ma non era così: all'incirca una volta alla settimana la littorina, ad una determinata curva, deragliava adagiandosi lentamente sul fianco di una collina senza mai nessuna conseguenza per i viaggiatori che seraficamente aspettavano che fosse rimessa sui binari. Lo stesso Camilleri racconta come volle viaggiare sulla nuova automotrice per provare, senza pericolo, il brivido dell'incidente ferroviario.
Un episodio, che Camilleri giura autentico, delle sue avventure di viaggiatore in treno dove tutto può accadere, è quello che dimostra come sia complessa la natura dei gatti. Arrivato a Palermo con il treno da Roma in attesa della coincidenza per Agrigento, Camilleri vide un gatto bianco e nero che, come la cosa più naturale del mondo, saliva su una vettura del treno in partenza. Amante dei gatti, Camilleri, in pensiero per la sorte del felino, avvertì il capostazione il quale rispose tranquillamente di non angustiarsi perché il gatto sarebbe sceso a Termini Imerese.
Dopo averlo inutilmente cercato durante il viaggio Camilleri, naturalmente incuriosito, affacciato al finestrino alla stazione di Termini Imerese vide scendere tranquillamente il gatto. «Allora chiesi al controllore: "Ma c'era un gatto su questo treno, l'ha visto?". "Non si preoccupi", mi disse il controllore, "riprende stasera il treno delle otto per Palermo".»

## Edizioni
- Angelo Pitrone, Linea di terra. Viaggio in Sicilia per treni e stazioni, Prima ed., Edizioni di passaggio, 2005,  p. 152.